# Bad (canção de XXXTentacion)
"Bad" (estilizado como "BAD!") é uma canção do rapper estadunidense XXXTentacion, lançada como single em 9 de Novembro de 2018, 5 meses após a morte do rapper. É o quinto single póstumo de XXXTentacion e o terceiro single póstumo a ganhar o certificado de platina.

## Antecedentes
Algumas publicações informaram que "Bad" apareceria no Skins depois que um clipe de XXXTentacion fosse postado em sua timeline no Instagram, falando sobre o álbum depois de cantar uma frase dele. O DJ Scheme também disse que o próximo projeto do XXXTentacion a ser lançado seria o Skins; isso foi confirmado em novembro, após a pré-venda do álbum estar disponível.

## Videoclipe
Em novembro de 2018, a propriedade XXXTentacion, juntamente com Bad Vibes Forever e Empire Records, lançou um concurso de vídeo animado para o novo single. Vários artistas criaram trechos animados de 15 segundos dos quais os fãs do falecido rapper votaram em seu favorito no site oficial do XXXTentacion.
O videoclipe oficial de BAD! foi lançado na página do XXXTentacion no YouTube em 15 de dezembro de 2018. Foi animado e dirigido por Tristan Zammit. Ele apresenta representações de X no estilo anime, com seus vários penteados de assinatura, enquanto ele está plantando, cultivando e se tornando um com a árvore da vida. Em 27 de janeiro de 2019, o videoclipe foi visto mais de 31 milhões de vezes.

## Covers
Em janeiro de 2019, o DJ holandês R3hab lançou um cover de "Bad" em homenagem a XXXTentacion.

## Pessoal
- XXXTentacion - vocais, composição
- Dave Kutch - masterização
- Kevin Peterson - assistente de masterização
- John Cunningham - produção, composição, gravação, bateria, programação
- Robert Soukiasyan - produção, composição, mixagem, teclados